# 東京スカパラダイスオーケストラトリビュート集 楽園十三景
『東京スカパラダイスオーケストラトリビュート集 楽園十三景』（とうきょうスカパラダイスオーケストラトリビュートしゅう らくえんじゅうさんけい）は、東京スカパラダイスオーケストラのトリビュート・アルバムである。2019年3月13日にcutting edgeからリリースされた。

## 概要
- 東京スカパラダイスオーケストラのデビュー30周年を記念して作られた初のトリビュートアルバム[1]。
- 2019年1月15日に第一弾として大森靖子、SKY-HI、BiSH、04 Limited Sazabys、UNISON SQUARE GARDEN、LiSAが、2月4日に第二弾としてACIDMAN、氣志團、キュウソネコカミ、10-FEET、VIVA LA J-ROCK ANTHEMS feat.TERU（GLAY）、フジファブリック、HEY-SMITHが発表。
- VIVA LA J-ROCK ANTHEMSは亀田誠治がバンドマスターを務めるロックフェス「VIVA LA ROCK」の企画ユニット。
  - ボーカル:TERU（GLAY）
  - ギター:津野米咲（赤い公園）
  - ベース:亀田誠治
  - ドラム:ピエール中野（凛として時雨）[2]。
- ジャケットイラストは画家の石川真澄。作品名は「見立花魁須賀波羅太夫」（みたておいらんすかぱらだゆう）[3]。浮世絵風の女性の髪には簪に見立てたメンバーの楽器が描かれている。
- 同日にライブ・アルバム『2018 Tour 「SKANKIN JAPAN」"スカフェス in 大阪城ホール 2018.12.24』が同時発売[4]。

## チャート成績
- 2019年3月25日付のオリコン週間ランキングでは初動3千枚を売り上げ、週間22位にランクインした[5]。

## 収録曲
1. Paradise Has No Border -SKY-HI Remix-（作曲：NARGO／リミックス：SKY-HI）
20thアルバム『Paradise Has NO BORDER』収録。2017年3月8日リリース。
2. 銀河と迷路 / 04 Limited Sazabys（作詞：谷中敦／作曲：NARGO）
23rdシングル。2003年2月5日リリース。オリジナルボーカル：茂木欣一
3. DOWN BEAT STOMP / 10-FEET（作詞：谷中敦／作曲：川上つよし）
9thアルバム『Stompin' On DOWN BEAT ALLEY』収録。2002年5月22日リリース。オリジナルボーカル：東京スカパラダイスオーケストラ
4. ちえのわ / 大森靖子（作詞：谷中敦／作曲：川上つよし／編曲：mito）
42ndシングル。2018年2月21日リリース。オリジナルボーカル：峯田和伸
5. 追憶のライラック / ACIDMAN（作詞：谷中敦／作曲：沖祐市）
28thシングル。2005年12月14日リリース。オリジナルボーカル：ハナレグミ
6. サファイアの星 / LiSA（作詞：谷中敦／作曲：沖祐市／編曲：江口亮）
29thシングル。2006年2月15日リリース。オリジナルボーカル：CHARA
7. 愛があるかい? / UNISON SQUARE GARDEN（作詞：杉村ルイ／作曲：沖祐市）
15thシングル。1998年4月22日リリース。
8. Glorious / HEY-SMITH（作詞：谷中敦／作曲：NARGO）
21stアルバム『GLORIOUS』収録。2018年3月14日リリース。オリジナルボーカル：谷中敦
9. 美しく燃える森 / VIVA LA J-ROCK ANTHEMS feat.TERU(GLAY)（作詞：谷中敦／作曲：川上つよし／編曲：亀田誠治）
22ndシングル。2002年2月14日リリース。オリジナルボーカル：奥田民生
10. カナリヤ鳴く空 / BiSH（作詞：谷中敦／作曲：NARGO／編曲：SCRAMBLES）
21stシングル。2001年12月12日リリース。オリジナルボーカル：チバユウスケ
11. 砂の丘〜Shadow on the Hill〜 / 氣志團（作曲：加藤隆志）
11thアルバム『ANSWER』。2005年3月9日リリース。インストナンバー
ギター：西園寺瞳・星グランマニエ・綾小路翔
ベース：白鳥松竹梅
ハーモニカ：早乙女光
ドラムス：叶亜樹良
12. メモリー・バンド / キュウソネコカミ（作詞：谷中敦／作曲：沖祐市）
43rdシングル。2018年9月26日リリース。オリジナルボーカル：茂木欣一&沖祐市
ボーカルのみではなくメンバー5人全員が歌唱している。
13. 戦場に捧げるメロディー / フジファブリック（作詞：谷中敦・NARGO・青木達之／作曲：沖祐市）
18thシングル。1999年11月17日リリース。オリジナルボーカル：東京スカパラダイスオーケストラ